# Rezolucje Rady Bezpieczeństwa ONZ z roku 1974
Stałe miejsca w Radzie Bezpieczeństwa ONZ posiadają:
- ChRL
- Francja
- ZSRR
- Stany Zjednoczone
- Wielka Brytania

W roku 1974 członkami niestałymi Rady były:
- Kamerun
- Mauretania
- Kenia
- Irak
- Indie
- Kostaryka
- Peru
- Australia
- Austria
- Białoruska SRR

## Rezolucje
Rezolucje Rady Bezpieczeństwa ONZ przyjęte w roku 1975:
- 345 (w sprawie wprowadzenia języka chińskiego jako oficjalnego w pracach Rady Bezpieczeństwa)
- 346 (w sprawie Izraela i Egiptu)
- 347 (w sprawie Izraela i Libanu)
- 348 (w sprawie Iraku i Iranu)
- 349 (w sprawie Cypru)
- 350 (w sprawie Izraela i Syrii)
- 351 (w sprawie Bangladeszu)
- 352 (w sprawie Grenady)
- 353 (w sprawie Cypru)
- 354 (w sprawie Cypru)
- 355 (w sprawie Cypru)
- 356 (w sprawie Gwinei Bissau)
- 357 (w sprawie Cypru)
- 358 (w sprawie Cypru)
- 359 (w sprawie Cypru)
- 360 (w sprawie Cypru)
- 361 (w sprawie Cypru)
- 362 (w sprawie Izraela i Egiptu)
- 363 (w sprawie Izraela i Syrii)
- 364 (w sprawie Cypru)
- 365 (w sprawie Cypru)
- 366 (w sprawie Namibii)